# Enrico V (film 1989)
Enrico V (Henry V) è un film del 1989 scritto, diretto e interpretato da Kenneth Branagh.
Il regista britannico, al suo primo lungometraggio, è anche sceneggiatore e interprete principale della pellicola che si basa sull'omonima opera di William Shakespeare. Si tratta di una grande produzione, come dimostra il livello del cast tecnico e artistico. In quest'ultimo figurano, tra gli altri, Judi Dench, Emma Thompson, allora moglie di Branagh, e Derek Jacobi come comprimari.
La colonna sonora è eseguita dalla City of Birmingham Symphony Orchestra diretta da Sir Simon Rattle.

## Trama
Una persona in abiti moderni, con la funzione di Coro, introduce il soggetto della commedia. Attraversa uno studio cinematografico vuoto e termina il suo monologo aprendo le porte per iniziare l'azione principale. Il Coro riappare più volte durante il film, i suoi discorsi aiutano a spiegare e far progredire l'azione.
Salito sul trono d'Inghilterra nel 1413, abbandonata una giovinezza scapestrata, Enrico V si dimostra subito un re saggio, deciso e moralmente rigoroso. Il film apre con il vescovo di Ely e l'arcivescovo di Canterbury che discutono dell'approvazione di un decreto che potrebbe confiscare le proprietà della chiesa. Per questo accettano di distrarre e di convincere il giovane re Enrico V a invadere la Francia.
L'arcivescovo di Canterbury appare nella sala del trono e spiega ai consiglieri del re che Enrico è legittimo erede del trono di Francia sulla base del fatto che la legge salica in Francia vieta ingiustamente la sua pretesa di trono e dovrebbe essere ignorata perché non applicabile al regno di Francia.
Nel 1415 i sacerdoti riescono a convincere Enrico a dichiarare guerra al re Carlo VI di Francia, supportato anche dai nobili Exeter e Westmoreland, per rivendicare i propri diritti ereditari, risalenti al bisnonno Edoardo III, Enrico chiama a Mountjoy, un rappresentante del Delfino ma la risposta assume la forma della consegna di una cassa di palline da tennis. Exeter, che apre il baule, è inorridito, ma Enrico all'inizio prende l'insulto con calma e continua affermando la sua determinazione ad attaccare la Francia, licenzia l'ambasciatore e inizia a pianificare la sua campagna.
La Francia tenta di corrompere le persone intorno Enrico, ma li scova e li arresta per alto tradimento ordinando la loro esecuzione prima di attraversare la Manica.
Enrico parte e sbarca in Francia con un esercito poco numeroso. Dopo aver assediato con successo la cittadina di Harfleur, il re dà alle truppe ordini inusuali per quei tempi, vietando di infierire sugli sconfitti con saccheggi e brutalità, pena la morte.
Caterina di Valois, principessa francese che era stata promessa ad Enrico in un accordo preso prima della guerra, chiede alla sua tutrice Alice di insegnarle alcune basi in inglese. Caterina osserva suo padre e i suoi cortigiani e nota quanto appaiano preoccupati, alla fine il re Carlo ordina ai suoi nobili di combattere contro le truppe di Enrico, fermare la loro avanzata e riportare Enrico prigioniero.
Nonostante i suoi uomini siano ridotti di numero e stremati, Enrico accetta lo scontro con i Francesi, altezzosi e tanto più numerosi. La sanguinosa battaglia di Azincourt finisce inaspettatamente con una strepitosa vittoria degli inglesi, che subiscono pochissime perdite (34 secondo il testo del drammaturgo inglese), mentre vengono uccisi 10.000 francesi. Il re di Francia accetta le richieste del vincitore e gli concede in moglie la propria figlia Caterina.

## Accoglienza
La pellicola è considerata una delle migliori trasposizioni cinematografiche di William Shakespeare ed è stata lodata per la regia e la performance recitativa di Kenneth Branagh. È uno dei pochi film con il 100% delle recensioni professionali positive sul sito aggregatore Rotten Tomatoes, mentre su Metacritic ottiene un punteggio di 83 su 100 basato su 17 critiche. Sempre Rotten Tomatoes lo mette al primo posto nella lista dei migliori film tratti da Shakespeare, davanti a Ran (1985) di Akira Kurosawa e Hamlet (1996) dello stesso Branagh.

## Riconoscimenti
- 1990 - Premio Oscar
  - Migliori costumi a Phyllis Dalton
  - Nomination Miglior regia a Kenneth Branagh
  - Nomination Miglior attore protagonista a Kenneth Branagh
- 1990 - British Academy Film Awards
  - Miglior regia a Kenneth Branagh
  - Nomination Miglior attore protagonista a Kenneth Branagh
  - Nomination Miglior fotografia a Kenneth MacMillan
  - Nomination Migliori costumi a Phyllis Dalton
  - Nomination Miglior scenografia a Tim Harvey
  - Nomination Miglior sonoro a Campbell Askew, David Crozier e Robin O'Donoghue
- 1990 - National Board of Review Awards
  - Miglior regista a Kenneth Branagh
- 1990 - European Film Awards
  - Miglior film giovane a Kenneth Branagh
  - Miglior regista a Kenneth Branagh
  - Miglior attore a Kenneth Branagh
- 1991 - Nastro d'argento
  - Miglior doppiaggio maschile a Tonino Accolla